# Svarttopptjärnarna
Svarttopptjärnarna är varandra näraliggande sjöar i Örnsköldsviks kommun i Ångermanland som ingår i Moälvens huvudavrinningsområde.
- Svarttopptjärnarna (Anundsjö socken, Ångermanland, 708277-158393), sjö i Örnsköldsviks kommun, 63°50′44″N 17°30′16″Ö / 63.8456°N 17.5045°Ö (8,68 ha)
- Svarttopptjärnarna (Anundsjö socken, Ångermanland, 708322-158306), sjö i Örnsköldsviks kommun, 63°50′54″N 17°29′22″Ö / 63.8484°N 17.4894°Ö (11,3 ha)